# 1688 Wilkens
Az 1688 Wilkens (ideiglenes jelöléssel 1951 EQ1) a Naprendszer kisbolygóövében található aszteroida. Miguel Itzigsohn fedezte fel 1951. március 3-án.